# هارجیت ساجن
هارجیت سینگ ساجن (انگلیسی: Harjit Sajjan؛ /ˈhɑ:rdʒi:t ˈsɪŋ ˈsædʒən/, HAR-jeet SING SAJ-ən؛ زاده ۶ سپتامبر ۱۹۷۰) یک سیاستمدار از حزب لیبرال کانادا است. که از ۲۶ اکتبر ۲۰۲۱ وزیر توسعه بین‌المللی این کشور است.
او یکی از اعضای حزب لیبرال است و به عنوان نماینده بریتیش کلمبیا (BC) از ونکوور جنوبی به مجلس عوام کانادا راه یافت. او پس از انتخابات ۲۰۱۵ به عنوان عضو پارلمان کار خود را آغاز کرد. ساجن از سال ۲۰۱۵ تا ۲۰۲۱ به عنوان وزیر دفاع ملی خدمت کرد و از ۲۶ اکتبر ۲۰۲۱ وزیر توسعه بین‌المللی کانادا شد.
ساجن قبل از ورود به سیاست، به عنوان کارآگاه در اداره پلیس ونکوور کار می‌کرد و سرهنگ دوم در ارتش کانادا بود. او اولین سیک بود که به مقام وزارت دفاع ملی کانادا رسید. و همچنین اولین سیک کانادایی بود که فرماندهی یک هنگ ذخیره ارتش کانادا را بر عهده گرفت.

## زندگی
ساجن در ۶ سپتامبر ۱۹۷۰ در بومبلی، روستایی در بخش هوشیارپور پنجاب، هند به دنیا آمد. پدرش، کوندان ساجن، یک پاسبان پلیس پنجاب در هند بود. او در حال حاضر عضو سازمان جهانی سیک‌ها (WSO) است که یک گروه مدافع سیک‌هاست.
ساجن همراه با مادر و خواهر بزرگترش، در سال ۱۹۷۶، زمانی که پنج ساله بود، به کانادا مهاجرت کرد تا به پدرشان ملحق شود که دو سال قبل برای کار در یک کارخانه چوب بری در بریتیش کلمبیا به آنجا رفته بود. مادر او در طول تابستان در مزارع توت در لوئر مین‌لند بریتیش کلمبیا کار می‌کرد و ساجن و خواهرش نیز اغلب به او می‌پیوستند. هارجیت سینگ در ونکوور جنوبی بزرگ شد.

## سوابق و فعالیت‌های نظامی
او پیش‌تر وزیر دفاع ملی کانادا بود و سابقه فعالیت در ارتش کانادا و مأموریت در بوسنی هرزگوین و قندهار افغانستان را دارد.